# Lars Olrik
 Lars Olrik (født 13. marts 1964 i Hørsholm, død 24. december 2022) var en dansk forfatter, journalist, reklametekstforfatter og billedkunstner.
Olrik debuterede som skønlitterær forfatter med romanen Ridderen af den runde bold på forlaget Prudentia, 2000. Senere udgivelser tæller antologien Fra sans og samling fra 2001, digtsamlingen Haikus fra 2005, digtsamlingen Melankolatter fra 2007 og det satiriske opslagsværk løgnagtigt Leksikon fra 2010. Bidrag til antologierne Et ord er et ord og Spela bollen, jag är fri.
Han var i perioder tilknyttet Nordisk Film som ordgådeudvikler på redaktioner for gameshows som "Lykkehjulet" og "Stifinder" samt på Strix TV for "Jeopardy."
Olrik var tilknyttet Galleri Gare du Nord i Rungsted.